# 플로리안 슈나이더
플로리안 슈나이더-에스레벤(독일어: Florian Schneider-Esleben, 1947년 4월 7일 ~ 2020년 4월 21일)은 독일 전자 음악 그룹 크라프트베르크의 창단 멤버 중 한 명이다. 랄프 휘터(Ralf Hütter)와 함께 1968년 음악 그룹 「오르가니자치온(Organisation)」을 창단하였다. 크라프트베르크 밴드는 1970년에 등장하였는데, 이 중에 슈나이더는 2008년까지 참여하였다. 음악 경력이 시작될 때, 자신을 슈나이더-에스레벤이라고 불렀다. 두 번째 크라프트베르크 앨범이 발표 된 후 그는 더 이상 성을 접미사로 사용하지 않았다.

## 생애와 업적
슈나이더는 건축가 파울 슈나이더-에스레벤과 그의 아내 에바마리아 슈나이더-에스레벤의 아들이었다. 뒤셀도르프의 로베르트 슈만 대학에서 플루트를 10년 간 공부한 후 쾰른에서 음악학을 전공하였다. 바이올린과 기타도 연주하였고, 클라우스 돌딩어(Paul Nero)의 《In South-America (El Condor Pasa)》앨범에 게스트 뮤지션으로 참여하였다. 1967년 에버하르트 크라네만(Eberhard Kranemann)과 함께 「피스오프(Pissoff)」 밴드의 일원이었다.
처음에는 플루트를 연주하고 전자 플루트를 만들었다. 1974년에 《Autobahn》 앨범이 출시된 후 플루트는 더 이상 사용되지 않는 대신 효과를 사용하여 크라프베르크의 트레이드마크인 인공 로보복스 음색을 완성시켰다. 
1980년대 말, 최초의 완전 합성 음성과 음악으로 작동하는 로봇이 포르츠하임의 신생 회사인 「스컬처 전자기기(Sculpture elektronische Geräte)」와 협력하여 개발되었다.
그는 슈나이더/휘터 듀오의 내성적이고 소극적인 일원으로 간주되었고, 인터뷰는 기본적으로 그의 밴드 동료가 담당하였다. 1998년 브라질 텔레비전을 제외하고 일렉트로 페스티벌 「트라이블 개더링(Tribal Gathering)」에서 크라프트베르크 등장에 대한 인터뷰를 하였다. 2001년에는 VIVA 진행자 김일영과의 가상 인터뷰에서 혁신자인 돈 슈나이더(Don Schneider)로서 음악 TV 채널 VIVA Zwei에 카메오로 출연하였다.
1998년 카를스루에 국립 디자인 대학에서 미디어 예술 및 공연 교수로 임명되었는데, 디자인 대학 대변인에 따르면 그는 그 교수직을 취하지 않았다.
2008년에는 더 이상 크라프트베르크와의 라이브 공연을 하지 않았으며, 2009년 초 음악 그룹에서 탈퇴를 발표하였다. 크라프트베르크의 「클링-클랑(Kling-Klang)」 스튜디오의 오랜 직원인 비디오 운영자 슈테판 파페(Stefan Pfaffe)가 무대에 올랐다.
그 이후 2009년 프랑크푸르트 음악 박람회에서 다시 한 번 대중 앞에 모습을 드러냈다. 2015년 해양 환경 보호 단체 「Parley for the Oceans」 프로젝트의 일환으로 「Stop Plastic Pollution」 곡을 출시하였다.
2014년에 크라프트베르크의 일원으로 그래미 명예의 전당에 헌액되었다.
2020년 4월, 73세를 일기로 짧은 암 투병 끝에 사망하였으나, 언론에는 5월 6일에 공개되었다.

## 관련 사항
1977년 여름, 베를린 한자 스튜디오에서 토니 비스콘티(Tony Visconti)와 함께 데이비드 보위가 제작한 음악 「V-2 Schneider」는 그에게 헌정되었다. [사운드트랙 CD 《Christiane F. -  Wir Kinder vom Bahnhof Zoo(우리는 동물원 역에서 아이들)》의 소책자에서 읽을 수 있음] 보위는 그 당시 크라프트베르크 및 캔(Can)과 같은 독일 그룹의 영향을 받아 베를린에 왔었다. 당시 보위는 크라프트베르크와 함께 일하기를 원하였지만 거부되었다.
2001년 독일 영화 「Klassentreffen – Mordfall unter Freunden (동창회 - 친구들 사이의 살인 사건)」에서 콘트라베이스 연주자로 분장하였다.

## 참고 문헌
- 독일어판 위키백과 플로리안 슈나이더-에스레벤